# ドラムスイッチ
ドラムスイッチとは、回転軸の操作で回路の開閉を行う方式のスイッチのこと。接点が機械的に摺動することで、スパークなどによる汚損を除去することができるが、当然、磨耗もある。

## 鉄道での例
電車など、鉄道車両の前後進を決定するスイッチに使われているため、鉄道の現場では、前後進切り替えスイッチのことをドラムスイッチと呼ぶことが多い。
蒸気機関車などを除き、多くの鉄道車両は通常列車の前後端双方に運転席があり、双方向ともに全速力で走行する点が他の乗り物との違いである。そのため、どちらの運転席も同じ構造で、同じ機能を提供する必要がある。そのどちらを先頭とするか、どちら向きに進むのかを決定するのが前後進切り替えスイッチのドラムスイッチとなる。
線路の終端に「ドラムSW確認」という表示看板を掲げてあるのをよく見かけるが、これは「ドラムスイッチを確認せよ」と乗務員に注意を促す看板である。
通常「前・中・後」を切り替えるようになっており、車掌側は「後」、運転士側は「前」にする。終点に着き、進行方向が変わるときにはドラムスイッチを切り替え、前・後を逆にする。
ドラムスイッチで前後が決定しても、列車の走行方向がそれによって固定されるわけではない。ドラムスイッチが「前」になった運転席で「前進」の操作のほか「後進」の操作も可能である。